# Tensiune electrică

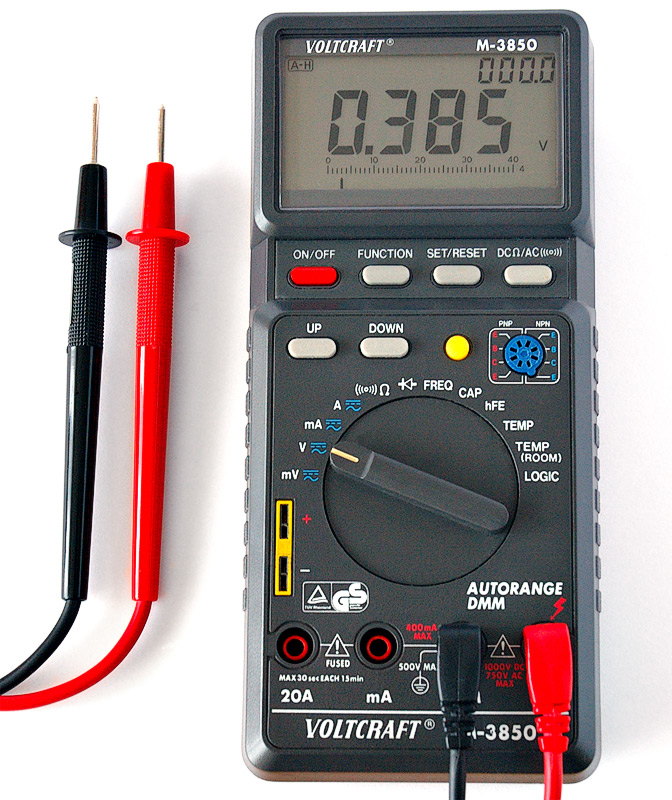
Aparat de măsură setat să măsoare tensiuni electrice.

Simbolul internațional care avertizează asupra existenței unei tensiuni electrice periculoase.

Tensiunea electrică sau voltajul între două puncte ale unui circuit electric este diferența de potențial între cele două puncte și este proporțională cu energia necesară deplasării de la un punct la celălalt a unei sarcini electrice. Acesta se notează cu litera U (sau ∆U) de la cuvântul german Unterscheid, dar se mai poate nota și cu litera V (sau ∆V) când se folosește termenul de „voltaj”.
Potențialul electric se poate nota și el cu V, dar simbolul mai corect și popular este Φ sau φ.

## Definiție
Tensiunea electrică (în engleză voltage) reprezintă mărimea fizică scalară egală cu raportul dintre lucrul total efectuat de câmpul electric pentru a transporta sarcina electrică pe întregul circuit și mărimea sarcinii electrice.
{\displaystyle E={\frac {L}{Q}}}
unde:
- E – tensiunea electromotoare;
- L – lucrul forței electrice;
- Q – sarcina electrică.

Sau, într-un circuit, tensiunea se mai poate afla și după formula:
{\displaystyle U=I\cdot R}
unde:
- U – tensiunea;[2]
- I – intensitatea curentului electric;
- R – rezistența;

Tensiunea electrică între punctele unui circuit este reprezentată prin circulația câmpului produs de forța electrostatică ce acționează asupra sarcinii sondă între două puncte și este dată prin integrala curbilinie următoare:
{\displaystyle C_{A}^{B}=\int _{A}^{B}{\vec {E}}\cdot d{\vec {R}}={\frac {Qq_{0}}{4\pi \epsilon }}\int _{A}^{B}{\frac {{\vec {R}}\cdot d{\vec {R}}}{R^{3}}},}
unde
- {\displaystyle {\vec {R}}=x{\vec {i}}+y{\vec {j}}+z{\vec {k}}=} vectorul de poziție al sarcinii {\displaystyle q_{0}}, considerate punctuale;
- {\displaystyle d{\vec {R}}=dx\cdot {\vec {i}}+dy\cdot {\vec {j}}+dz\cdot {\vec {k}}=} vectorul deplasare al sarcinii;
- {\displaystyle \epsilon =} permitivitatea mediului

## Unități de măsură
Unitatea de măsură a tensiunii electrice în SI este voltul.

## Analogie hidraulică
Această analogie e utilă unei mai bune înțelegeri intuitive a conceptului.
Într-un sistem hidraulic, energia cinetică necesară pentru mișcarea apei este egală cu produsul dintre presiunea dinamică și volumul apei deplasate. 
În mod similar, într-un circuit electric, energia electrică  necesară pentru a deplasa electronii prin intermediul generatorului electric este egală cu presiunea electrică înmulțită cu cantitatea de electricitate corespunzătoare numărului de electroni deplasați. Tensiunea electrică (sau presiunea electronilor) se măsoară în volți.

## Tensiunea indusă electromagnetic
Într-o porțiune de circuit electric situată într-un câmp magnetic variabil în timp apare o tensiune electromotoare indusă electromagnetic proporțională produsului frecvență de rotație - inducție magnetică - arie a suprafaței spirei rotitoare.